# Balestro del Girifalco
Il Balestro del Girifalco è una delle maggiori rievocazioni storiche medievali della Toscana, che si svolge a Massa Marittima.
Consiste in una gara di tiro al bersaglio (detto Corniolo o Tasso e fissato su un grande ritratto del Girifalco) con la Balestra antica all'italiana.
Salvo edizioni straordinarie, in occasione di fatti ed eventi di grande risonanza nazionale e/o mondiale, il Balestro del Girifalco si svolge nella piazza del paese due volte all'anno: la quarta domenica del mese di maggio e la seconda domenica d'Agosto.
Ogni gara si svolge tra i balestrieri in rappresentanza dei 3 Terzieri in cui è divisa la città, fin dai tempi del libero comune.
La rievocazione storica, conta la presenza di circa 150 figuranti, abbigliati con preziosi costumi medievali in velluto, tra i quali spiccano le rappresentanze del Libero Comune e delle antiche istituzioni massetane, quelli dei tre Terzieri e gli sbandieratori della Compagnia Sbandieratori e Musici Massetani, che si esibiscono prima dell'inizio della competizione, che si svolge nella stupenda cornice della duecentesca Piazza Garibaldi, di fronte al celeberrimo Duomo di Massa Marittima.
I tre terzieri sono: 

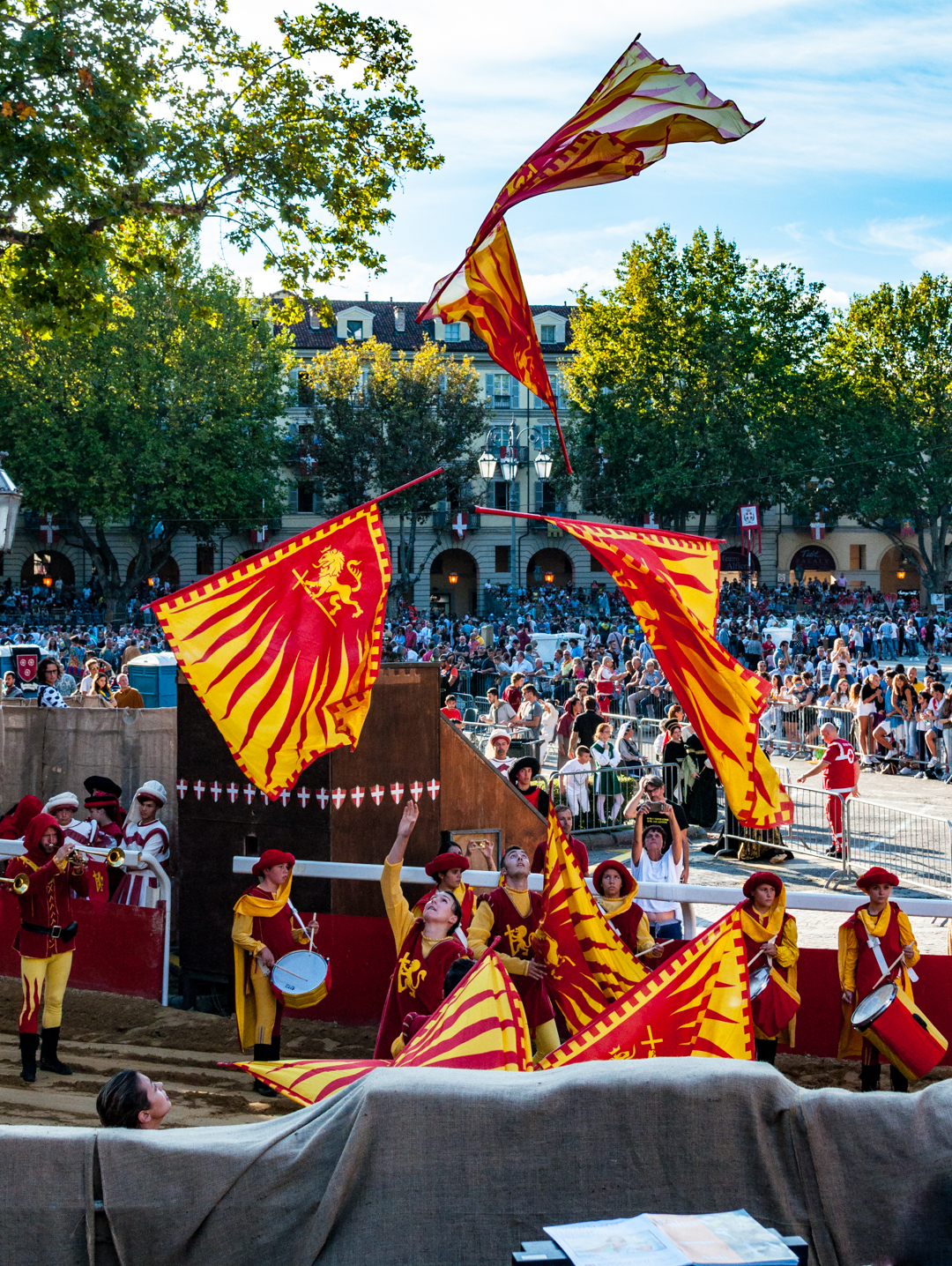
Un momento dell'esibizione degli sbandieratori. Sullo sfondo si vede il Corniolo sul Girifalco

Cittanuova (con i colori bianco,rosso e verde), Cittavecchia (con i colori bianco, nero e giallo) e Borgo (con i colori giallo oro, blu e rosso). Ogni Terziere è rappresentato da 8 balestrieri, cosicché alla sfida partecipano ben 24 balestrieri.

## La sfida
Il Balestro prevede due momenti fondamentali: il primo il sabato precedente la domenica in cui si tiene la sfida e il secondo la domenica della competizione vera e propria.
Il sabato si svolge lo sorteggio. Nel Palazzo Comunale, infatti, in presenza delle autorità del Comune, della Società dei terzieri e dei terzieri stessi, viene sorteggiato l'ordine di tiro. Solitamente, il terziere che ha la fortuna di tirare per primo, detiene un notevole vantaggio, dovuto al fatto che il bersaglio ("corniolo") al primo tiro è completamente libero. L'ordine di tiro viene presentato con l'esposizione delle bandiere dei tre terzieri sulla facciata del Palazzo Comunale, nell'ordine di sorteggio.
La domenica successiva, giorno della sfida, si svolge la parte principale di tutto il Balestro. Si inizia con la sfilata storica che si snoda lungo le stradine medioevali della cittadina. Il corteo parte dalla sede della Società dei terzieri, da cui si muovono i figuranti del libero comune, col vessillo e il palio che andrà al terziere vincitore. Man mano che avanza, il corteo arriva a toccare le varie sedi dei terzieri, dove, di volta in volta, al suono delle chiarine e al rullo dei tamburini, le rappresentanze degli stessi si uniscono alla sfilata. Il percorso si conclude con l'ingresso nella piazza, dove tutti i figuranti prendono posto sotto gli occhi del pubblico, in attesa che gli sbandieratori si esibiscano con i loro esercizi di maestria con le bandiere.

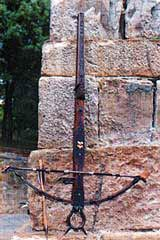
Un esemplare di Balestra Antica all'Italiana

Concluso lo spettacolo delle bandiere, le chiarine e i tamburini annunziano l'intervento dell'"araldo", il quale dà lettura del bando e dichiara l'apertura della "tenzone".
Ogni balestriere gareggia con la propria balestra (del tipo antica all'italiana, come d'uso nel XV secolo). La balestra è quasi sempre personale e calibrata appositamente per il suo balestriere. È composta da un fusto in legno detto "teniere" al quale è fissato l'arco d'acciaio. La corda è di fibra naturale. Il caricamento dell'arma si effettua con il "girello", uno speciale martinetto. La corda tesa si arresta su un cilindro rotante comandato dalla leva di scatto.
Per eseguire il tiro, il balestriere carica la sua arma, pone la freccia pronta al tiro e, dopo essersi sistemato sulla postazione di tiro e presa la mira, scaglia la freccia contro il corniolo, che si trova a 36 metri di distanza.

Un balestriere si dispone al tiro. Sullo sfondo, il campanile del duomo di Massa

Il corniolo ha forma tronco-conica ed ha circa 13 centimetri di diametro e sporgente per 42 cm da una base circolare anch'essa in legno e del diametro di 50 cm. È di colore nero, salva la parte costituente il bersaglio vero e proprio, che è di colore bianco. Il centro del bersaglio prende il nome di "pallino" ed è colorato di nero.
Il tiratore che più di tutti si avvicina al pallino, porta la vittoria al proprio terziere al quale andrà il palio (o "drappellone") di seta dipinto ogni volta da un artista diverso. Il balestriere vincitore ottiene in premio una freccia d'oro simbolica. Quando un Terziere riesce a vincere occupando le prime tre posizioni, si dice che ha fatto "cappotto".

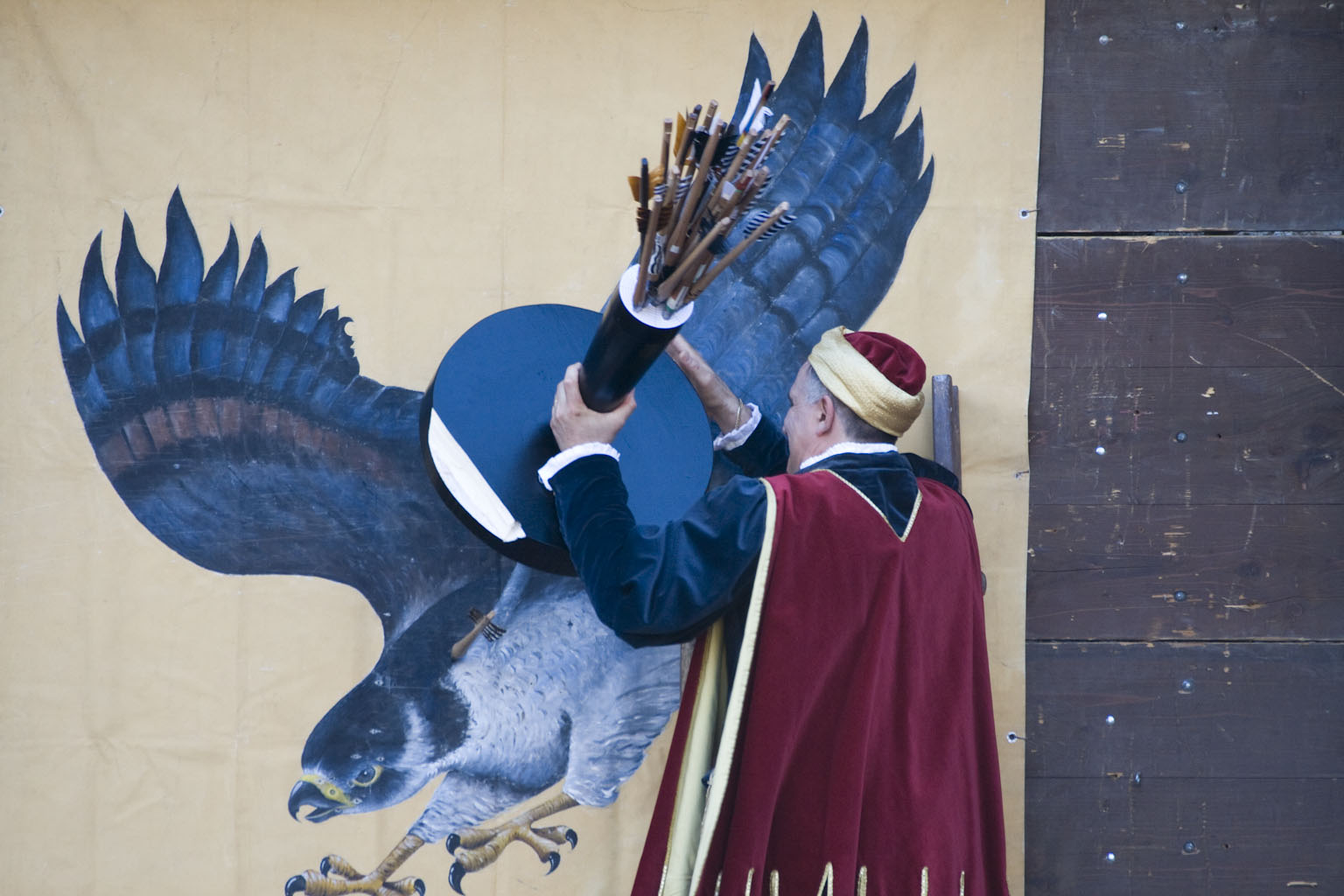
Prelievo del corniolo al termine della competizione

## Storia
Il Balestro affonda le sue radici fin nell'inizio del XIV secolo, quando, secondo notizie storiche ben documentate, nel libero comune si praticava con particolare cura l'uso della balestra e si svolgevano gare tra tiratori muniti di balestra.
Il Costitutum Civitatis Massae degli inizi del '300, parla del Magister balistrarum (maestro delle balestre) e del camerario, custode delle balestre e delle altre armi della città. Un'altra testimonianza è costituita da una pergamena del 2 agosto 1497. Ma, sicuramente, ben più importante è la delibera del consiglio maggiore del 1476 (Statutorum Mag. Civitatis Massae, pars IIa, Distintio IIa, Anno Domini 1476 die X, Augusti) che recita: «In Consilio Generale cum adiuncta Communis et Populi Civitatis Massae, servatis solemnitatis opportunis. In presentia cum dignissimum Potestatem et Capitanum Civitatis Massae STATUIMUS, Rub. Che si balestri un balestro ogni tre mesi. Che si dia alli giovani qualche esercizio laudevole, provveduto sia che quattro volte annue si facci balestrare di tre mesi in tre mesi, balestrandosi ogni volta tre volte, ciò è in tre dì festivi comandati, e qualunque in quelli tre dì averà più colpi a lui  sia donato un balestro d'acciaio col girello essendo massetano et abitante in Massa e non ad altri e di questa balestra due ne paghi il Comune di Massa e gli altri due il Potestà, cioè ogni Potestà uno e in questo modo si diviaranno i giovani dalla caccia e inviarannosi al laudevole esercizio del balestro, da poter essere utili nelli casi et tempi occorrenti».

Nel 1959 a Massa Marittima, per volontà di alcuni cittadini massetani, nacque la Società dei terzieri massetani (avente sede nella medievale palazzina della Zecca), con lo scopo di rievocare e di mantenere vivo l'antico esercizio dell'arte della balestra.
La società decise che si svolgessero due competizioni ogni anno (salvo edizioni straordinarie in occasione di eventi particolari): la prima nella quarta domenica del mese di maggio (il 20 maggio è il giorno di San Bernardino) e la seconda nella seconda domenica d'Agosto, salvo essere spostata per la concomitanza con altre manifestazione alla prima giornata festiva successiva, come da Statuto della società dei terzieri.
La gara di maggio è in onore di san Bernardino degli Albizzeschi meglio noto come Bernardino da Siena (compatrono di Massa Marittima che gli diede i natali), mentre quella di agosto ricorda la costituzione del libero comune avvenuta il 31 luglio 1225.
La società, nel 1965, aderì alla Federazione Italiana Balestrieri (F.I.B.).
Con il Balestro del 25 maggio 2008 si è giunti alla 100ª edizione.

Una vista dei Balestrieri schierati in ascolto della lettura del Bando da parte dell'Araldo

## La Federazione Nazionale Italiana Balestrieri
Il Balestro del Girifalco, è una delle maggiori rievocazioni storiche di tiro con la balestra all'italiana che si svolgono sul territorio italiano. Altre si svolgono a Lucca.
Il 13 febbraio 1966, ad Arezzo, le delegazioni delle antiche città di Massa Marittima, Sansepolcro, Gubbio e San Marino, si incontrarono per costituire la Federazione Nazionale Italiana Balestrieri, con lo scopo di conservare e salvaguardare le antiche tradizioni del tiro con la balestra antica all'italiana, praticato dalle rispettive Città. La città di Lucca venne ammessa a far parte della Federazione il 9 aprile del 1972.
Nell'anno 2010 la Società Balestrieri di Sansepolcro e la Società Balestrieri di Gubbio sono uscite dalla Federazione.
Ogni anno la Federazione tiene un torneo nazionale tra le tre città federate a rotazione in ognuna di esse.

## Curiosità
Massa Marittima ha diritto ad una rappresentanza nel corteo storico del Palio di Siena, ove, ad ogni Palio, invia quattro rappresentanti: uno per il Comune (il Capitano del Popolo), ed uno per ogni Terziere (tre balestrieri con la Balestra in spalla).